# Buckland (Hertfordshire)
Buckland – wieś w Anglii, w hrabstwie Hertfordshire, w dystrykcie East Hertfordshire. Leży 22 km na północ od miasta Hertford i 54 km na północ od centrum Londynu.